# Natalie Cole
Stephanie Natalie Maria Cole , conhecida como Natalie Cole (Los Angeles, 6 de fevereiro de 1950 - Los Angeles, 31 de dezembro de 2015) foi uma cantora, compositora, atriz e pianista norte-americana, muito aclamada pela crítica mundial devido a sua harmônica e extensa voz meio-soprano, tendo vendido mais de 100 milhões de discos. Foi ganhadora de nove prêmios GRAMMY Awards.
É filha do também cantor e compositor Nat King Cole (1919-1965). Em 1991 gravou o single Unforgettable onde a voz de seu pai, remasterizada, foi mixada à sua para simular que os dois, pai e filha, cantavam juntos.
Faleceu na noite do dia 31 de dezembro de 2015, de insuficiência cardíaca, devido às complicações de uma insuficiência renal, em decorrência da hepatite C.

## Biografia
Filha do famoso cantor e pianista Nat King Cole e da dona de casa Maria Cole (n. 1922, escreveu em 1971 o livro "Nat King Cole: An Intimate Biography" com Louis Robinson), nasceu e cresceu no Hancock Park, um distrito de Los Angeles, conhecido por ser um bairro de brancos e ricos, tendo sido a sua família os primeiros moradores afro-americanos a viverem lá. A artista possuía dois irmãos: Carol Cole (n. 1944, atriz) e Nat Kelly Cole (n. 1959 - m. 1995, ator, era  adotado). Seus tios eram Freddy Cole (n. 1931, músico), Eddie Cole (n. 1910 - m. 1970, ator) e Evelyn Cole.
Em 16 de julho de 2008 sua assessora de publicidade, Lellie Capwell, divulgou que Natalie foi diagnosticada com hepatite C, tendo contraído a doença hepática pelo compartilhamento de seringas em uma época em que as utilizava para usar substâncias psicoativas, tendo sobrevivido a diversas overdoses. Segundo foi divulgado também, ela reagiu bem ao tratamento, mas sofreu "efeitos colaterais significativos" que incluem fadiga, dores musculares e desidratação. Em sua autobiografia "Angel on My Shoulder", publicada em 2000, ela declarou sofrer de depressão e ansiedade desde o final de sua adolescência, o que gerou sua dependência em cocaína, cigarros, LSD, cannabis, heroína e álcool, e que após muito sofrer por mais de dez anos usando drogas, precisou frequentar psicoterapia, e conseguiu superar sua dependência após uma longa estadia em uma clínica de reabilitação no início dos anos 80, tendo parado definitivamente de usar drogas e álcool em 1984, afirmando em entrevistas nunca mais ter tido recaídas.

### Vida Pessoal
Em 31 de julho de 1976 casou-se com seu noivo, o músico Marvin Yancy, com quem teve seu único filho: Robert Adam Cole Yancy, nascido de parto normal, em 14 de outubro de 1977, em Los Angeles. Devido a constantes divergências conjugais, o casal divorciou-se em 1980. Em 1985 seu ex-marido faleceu de ataque cardíaco aos 34 anos. O único filho da cantora faleceu em Los Angeles, no dia 14 de agosto de 2017, aos 39 anos, também vítima de ataque cardíaco, como seu pai. Ele não era casado e não tinha filhos, e por muitos anos foi baterista em shows de sua mãe.
De 1989 a 1995 foi casada com o produtor musical Andre Fischer, e de 2001 a 2004 foi esposa do empresário Kenneth H. Dupree. Após seu terceiro divórcio, não assumiu mais nenhum relacionamento sério para a imprensa, apenas era vista acompanhada de homens anônimos e famosos.

### Falecimento
Na noite de 31 de dezembro de 2015 morreu aos 65 anos de idade, em um hospital de Los Angeles, vítima de insuficiência cardíaca causada por complicações de um transplante de rim, cirurgia esta realizada devido a insuficiência renal, causada pela hepatite C. Segundo o site, a cantora, após adoecer, acabou cancelando várias datas de sua turnê no fim de dezembro, incluindo um show na virada de Ano Novo no Disney Hall, em Los Angeles. Ela também cancelou um próximo show que aconteceria em fevereiro de 2016 devido à doença.

## Prêmios

### GRAMMY Awards
Foram oito prêmios GRAMMY Awards:
- 1975:
  - Melhor cantora de R&B por This Will Be
  - Melhor cantora estreante
- 1976: Melhor cantora de R&B por Sophisticated Lady (She's A Different Lady)
- 1991
  - Melhor performance pop por Unforgettable (com Nat King Cole)
  - Álbum do Ano por Unforgettable With Love
  - Música do Ano também por Unforgettable
- 1993: Melhor cantora de jazz por Take A Look
- 1996: Melhor composição pop com vocais por When I Fall In Love (com Nat King Cole)

### American Music Awards
Foram três prêmios da American Music Awards:
- 1977: Artista Feminina Favorita - Soul / Rhythm & Blues
- 1978: Artista Feminina Favorita - Soul / Rhythm & Blues
- 1991: Artista Feminina Favorita - Adult Contemporary

### Outros prêmios
Foram mais três prêmios diversos:
- 1999: Salão da Fama dos Compositores - Categoria "Hitmaker"
- 2000: NAACP Image Award - Melhor atriz na categoria "Filme para televisão, minisséries ou especial de drama"
- 2002: NAACP Image Award - Melhor artista de jazz

## Filmografia
- 1990: Comic Relief (Ela mesma)[9]
- 1992: A Tribute to Nat King Cole (Ela mesma)
- 1997: Cats Don't Dance (Sawyer)
- 1998: Always Outnumbered (Lula Brown)
- 1999: Freak City (Eleanor Sorrell)
- 2004: De-Lovely
- 2006: Grey's Anatomy (Sra. Booker - 20º Episódio da 2ª Temporada)
- 2006: Law & Order: Special Victims Unit (Serena Waldren - 20º Episódio da 7ª Temporada)
- 2007: Studio 60 on the Sunset Strip (Parte 2 do 14º Episódio)
- 2011: Real Housewives of New York City (Ela mesma - 16º Episódio da 4ª Temporada)
- 2012: RuPaul's Drag Race (Ela mesma - 3º Episódio da 4ª Temporada)
- 2012: Nat King Cole: Afraid of the Dark (Ela mesma)

## Discografia
- 1975: Inseparable
- 1976: Natalie
- 1977: Thankful
- 1977: Unpredictable
- 1978: Natalie Live!
- 1979: I Love You So
- 1979: We're the Best of Friends (com Peabo Bryson)
- 1980: Don't Look Back
- 1981: Happy Love
- 1983: I'm Ready
- 1985: Dangerous
- 1987: Everlasting
- 1989: Good to Be Back
- 1991: Unforgettable… with Love
- 1993: Take a Look
- 1994: Holly & Ivy
- 1995: A Celebration of Christmas (com José Carreras e Plácido Domingo)
- 1997: Stardust
- 1998: Christmas with You
- 1999: Snowfall on the Sahara
- 1999: The Magic of Christmas
- 2000: Greatest Hits: Vol. 1
- 2002: Ask a Woman Who Knows
- 2006: Leavin'
- 2008: Still Unforgettable
- 2008: Caroling, Caroling: Christmas with Natalie Cole
- 2013: Natalie Cole en Español

## Singles

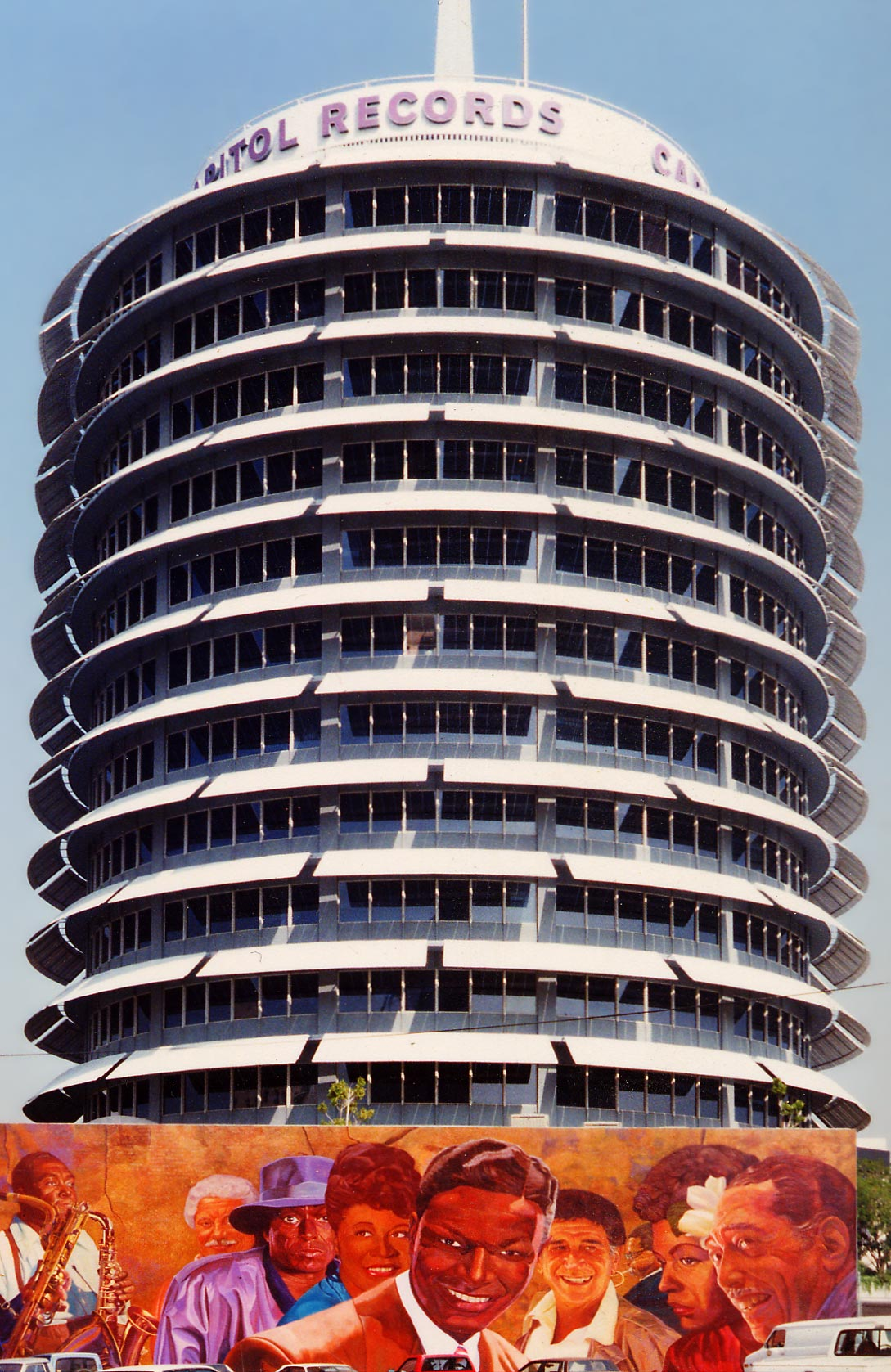
Gravadora Capitol Records em Los Angeles. À frente, o mural com seus principais artistas.

- 1975: This Will Be (An Everlasting Love)
- 1975: Inseparable
- 1976: Sophisticated Lady (She's A Different Lady)
- 1976: Mr. Melody
- 1977: I've Got Love On My Mind
- 1977: Party Lights
- 1977: Our Love
- 1978: Annie Mae
- 1978: Lucy in the Sky with Diamonds
- 1979: Stand By
- 1979: Sorry
- 1979: Your Lonely Heart
- 1979: Gimme Some Time (with Peabo Bryson)
- 1980: What You Won't Do for Love (with Peabo Bryson)
- 1980: Someone That I Used To Love
- 1980: Hold On
- 1981: You Were Right Girl
- 1981: Nothin' But a Fool
- 1983: Too Much Mister
- 1985: Dangerous
- 1985: A Little Bit Of Heaven
- 1985: Secrets
- 1987: Jump Start
- 1987: Over You (com Ray Parker Jr.)
- 1988: I Live For Your Love
- 1988: Pink Cadillac
- 1988: When I Fall In Love
- 1988: Everlasting
- 1989: Miss You Like Crazy
- 1989: Rest Of The Night
- 1989: I Do (com Freddie Jackson)
- 1989: The Rest of The Night
- 1989: As a Matter Of Fact
- 1990: Starting Over Again
- 1990: Wild Women Do
- 1990: Grown-Up Christmas List (com David Foster)
- 1991: Unforgettable (com Nat King Cole)
- 1991: The Christmas Song
- 1992: The Very Thought Of You
- 1993: Take A Look
- 1996: When I Fall In Love (com Nat King Cole)
- 1997: A Smile Like Yours
- 1999: Snowfall On The Sahara
- 1999: Say You Love Me
- 2000: Angel On My Shoulder
- 2000: Livin' for Love
- 2002: Tell Me All About It
- 2006: Daydreaming